# Jarosław Kamiński
Jarosław Stanisław Kamiński (Łódź, 13 novembre 1960) è un montatore polacco, vincitore di un European Film Award per il miglior montaggio per Cold War.

## Filmografia parziale

### Cinema
- Ida, regia di Paweł Pawlikowski (2013)
- The Lure (Córki dancingu), regia di Agnieszka Smoczyńska (2015)
- Wrobiony, regia di Piotr Śmigasiewicz (2016)
- Cold War (Zimna wojna), regia di Paweł Pawlikowski (2018)
- Fuga, regia di Agnieszka Smoczyńska (2018)
- The Other Lamb, regia di Małgorzata Szumowska (2019)
- Quo vadis, Aida?, regia di Jasmila Žbanić (2020)
- Non cadrà più la neve (Śniegu już nigdy nie będzie), regia di Małgorzata Szumowska e Michał Englert (2020)
- Infinite Storm, regia di Małgorzata Szumowska e Michał Englert (2022)
- Questa sono io (Kobieta z...), regia di Małgorzata Szumowska e Michał Englert (2023)

### Televisione
- Komisarz Alex – serie TV, 27 episodi (2012-2015)
- 1983 – serie TV, episodi 1x01-1x05-1x07 (2018)

## Riconoscimenti
- European Film Award
  - 2018 - Miglior montaggio per Cold War
- Polskie Nagrody Filmowe
  - 2004 - Miglior montaggio per Żurek
  - 2010 - Candidatura al miglior montaggio per Jeszcze nie wieczór
  - 2012 - Candidatura al miglior montaggio per Ki
  - 2013 - Miglior montaggio per Jesteś Bogiem
  - 2013 - Candidatura al miglior montaggio per Pokłosie
  - 2014 - Miglior montaggio per Ida
  - 2015 - Candidatura al miglior montaggio per Jack Strong
  - 2019 - Miglior montaggio per Cold War
  - 2019 - Candidatura al miglior montaggio per Fuga
  - 2020 - Candidatura al miglior montaggio per Wilkołak
  - 2022 - Candidatura al miglior montaggio per Quo vadis, Aida?